# Jewgienij Tarusski
Jewgienij Wiktorowicz Tarusski, ps. "Ryszkow" (ros. Евгений Викторович Тарусский (ur. 18 lipca 1890, zm. 28 maja 1945 r. w Lienzu) – rosyjski wojskowy (podporucznik), emigracyjny dziennikarz, publicysta, pisarz i dramaturg, przydzielony do Kozackiego Stanu pod koniec II wojny światowej.
Uczestniczył w wojnie domowej w Rosji po stronie białych. Służył w drozdowskim pułku strzeleckim, a następnie we flocie wojennej. W połowie listopada 1920 r. wraz z resztkami wojsk białych ewakuował się z Krymu na jednym z okrętów wojennych. Na emigracji zamieszkał pod Marsylią. Jego pierwszą powieścią była książka pt. "Ekipaż "Odissiej"", opisująca w humorystyczny sposób losy jego okrętu podczas ewakuacji z Krymu. Zapoczątkowało to pisarską i publicystyczną twórczość J. W. Tarusskiego. Został on zastępcą redaktora pisma "Wiecziernyj wriemień", współpracownikiem pisma "Wozrożdienije", a następnie współtwórcą i jednym z redaktorów czasopisma "Czasowoj" (do 1941 r.). Jednocześnie był autorem licznych artykułów, książek i sztuk teatralnych. W 1944 r. został przydzielony przez atamana gen. Piotra N. Krasnowa, przy którym służył, do Kozackiego Stanu w celu prowadzenia literacko-propagandowej działalności. Po zakończeniu wojny, w obliczu wydania Kozaków Sowietom, popełnił samobójstwo 28 maja 1945 r. w obozie jenieckim w Lienzu.